# アラブ酋長国連邦
もしかして
- アラブ首長国連邦

ではありませんか？